# ニオベ (防護巡洋艦)
| 1899年に撮影された 「ニオベ」 | |
| 艦歴                          | |
| 発注                          | A･G･ヴェーザー社ブレーメン造船所                                                                        |
| 起工                          | 1898年                                                                                                  |
| 進水                          | 1899年7月18日                                                                                           |
| 就役                          | 1900年6月25日                                                                                           |
| 退役                          | |
| その後                        | |
| 除籍                          | |
| 性能諸元                      | |
| 排水量                        | 常備 竣工時：2,262トン 1926年時：2,360トン 満載 竣工時：2,962トン 1926年時：-トン                       |
| 全長                          | 105.0m                                                                                                  |
| 水線長                        | -m |
| 全幅                          | 12.2m                                                                                                   |
| 吃水                          | 5.5m |
| 機関                          | ソーニクロフト式石炭専焼水管缶8基 +三段膨脹式四気筒レシプロ機関2基2軸推進                               |
| 最大出力                      | 竣工時：8,113hp 1926年時：8,500hp                                                                       |
| 最大速力                      | 竣工時：21.5ノット 1926年時：21.0ノット                                                                 |
| 航続距離                      | 竣工時：12ノット/5,000海里 1926年時：11ノット/4,000海里                                                 |
| 燃料                          | 石炭 竣工時：300トン（常備）、500トン（満載） 1926年時：580トン（満載）                                 |
| 乗員                          | 士官：14名 水兵：243名                                                                                  |
| 兵装（竣工時）                | 10.5cm（40口径）単装速射砲10基 3.7cm（-口径）単装機砲12基 45cm水中魚雷発射管単装2門                     |
| 兵装（ダルマチア時）          | シュコダ 8.35cm（55口径）単装高角砲6基 オチキス 4.7cm（44口径）単装機砲4基 15mm単装機銃2丁              |
| 装甲                          | ニッケル鋼製 主甲板：20mm（平坦部）、50mm（傾斜部） 主砲防楯：50mm 司令塔：78.7mm（側盾）、20mm（天蓋） |

ニオベ（SMS Niobe）は、ドイツ帝国海軍が第一次世界大戦前に建造したガツェレ級防護巡洋艦の1隻である。本艦は第二次世界大戦前にユーゴスラビア海軍に売却され、練習巡洋艦として運用されたが第二次世界大戦中にイタリア海軍に鹵獲され、その後に再びドイツ海軍で運用された稀有な艦歴を持つ艦である。

## 艦容
ドイツ海軍時代の本艦の船体形状は水線下に衝角を持つ平甲板型型船体を採用している。全く傾斜のない艦首甲板に「10.5cm（45口径）速射砲」を防盾の付いた単装砲架で、1・2番主砲を並列配置で2基、その背後に中段に探照灯台1基を配置した単脚式の前部マストと、司令塔を組み込み、両脇に船橋をもつ艦橋が立つ。船体中央部には2本煙突が立ち、その周囲は艦載艇置き場となっており、2本1組のボート･ダビッドを片舷3組の計6組により運用される。その舷側には舷側に等間隔に設けられた張り出しに片舷3基ずつ10.5cm単装砲が配置、2番煙突の背後の単脚式の後部マストが立ち、後部甲板上に後ろ向きに3・4番主砲が後向きに背負い式配置で2基の順である。
ユーゴスラビア海軍に売却後、本艦は砲術練習艦へと改装された。外観上の変更点は衝角のついた艦首は若干傾斜の付いたクリッパー型艦首へと整形され、武装は全て撤去されてシュコダ製「8.35cm（55口径）高角砲」を主武装として単装砲架で1基を配置、前部マストは三脚型に更新され、艦橋構造も大型化した。舷側甲板上には8.35cm単装高角砲が片舷2基ずつ配置された。簡素な後部マストも前部マストと同じく中段に探照灯台を配置した。
後部甲板の中部に後向きの8.35cm単装高角砲を1基配置した。他に甲板上に4.7cm単装速射砲が4基と15mm単装機銃が2丁が装備された。イタリア軍に鹵獲され「カッタロ」と改名されてポーラ軍港でオーバーホールを受けた時に15mm機銃はブレダ社の2cm単装機銃2丁に更新された。更にドイツに鹵獲されて「ニオベ」に復した際にドイツ製2cm単装機銃が新たに追加された。

## 艦歴
A･G･ヴェーザー/社ブレーメン造船所にて1898年起工、1899年7月18日進水、1900年6月25日竣工。1906年から1909年の間ドイツ東洋艦隊に所属。第一次世界大戦時に老朽化のために沿岸哨戒任務に就く。同大戦後、ヴェルサイユ条約によりワイマール・ドイツ海軍（Reichsmarine）保有艦に指定されて解体を免れる。1925年に後継艦の「エムデン」就役に伴いドイツ海軍で除籍後、ユーゴスラビアに売却。
ユーゴスラビア海軍「ダルマチア（Dalmacija）」と改名後の6月25日に就役。、1926～27年にかけて砲術練習艦に改造して用いていた。
第二次世界大戦後の1941年4月17日にイタリア海軍が捕獲して「カッタロ（Cattaro）」と改名となった。イタリアでは砲艦に類別された。「カッタロ」はポーラの砲術学校の船となり、また潜水艦や雷撃機のための標的艦ともなった。1942年7月30日（31日）、Premantura付近でイギリス潜水艦「トラヴェラー」の雷撃を受けたが命中しなかった。1943年5月、Karlobag付近のパルチザン陣地に対する砲撃に参加。
1943年9月8日のイタリアの降伏時はポーラで修理中であった「カッタロ」は9月11日ドイツ軍に接収された。艦名の候補には「ツェンタ (Zenta)」や「Novarra」があげられたが、最終的に竣工時の艦名である「ニオベ」に戻されることとなった。クロアチア独立国の海軍へ譲渡されたとよく言われるが、ドイツがそのようなことをしようとしたことはない。
ツレス島、ロシニ島のパルチザン掃討作戦支援のため、1943年11月13日に「カッタロ/ニオベ」は水雷艇「TA21」とともにプーラより出撃。ロシニ海峡を哨戒し、同日「カッタロ」は3隻の揚陸艇と共に帆船「Partizan III」とモーターボートをパルチザンのII POS Flotillaの指揮官などと共に捕らえた。11月14日、「カッタロ」と「TA21」はプーラに帰投した。
12月18日、コルチュラ島上陸支援のため「ニオベ」は「TA20」、「TA22」とともにプーラより出撃。しかし作戦は延期となり、「ニオベ」は「TA20」に護衛されて給炭のためトリエステへ向かったが、12月19日19時ごろにSilba島で座礁した。「TA20」は「ニオベ」を離礁させることはできず、曳船などが現場へ派遣されて離礁が試みられた。その様子はパルチザンやイギリスの連絡将校が見ており、その報告によりヴィス島から魚雷艇「MTB298」と「MTB226」が出撃した。両艇は12月22日1時に現場に到着し、魚雷を発射。魚雷2発が命中した「ニオベ」は破壊された。また、「ニオベ」の横に停泊していた曳船「Parenzo」（または「Parenco」）も被雷し沈没した。「ニオベ」では17名が死亡し、16名が重傷を負った。
その後、「ニオベ」の残骸はパルチザンや現地の住民の物資取り場となり、また連合国軍やドイツ軍による攻撃も受けている。1947年から1952年にかけて解体された。

## 参考図書
- 「世界の艦船増刊第20集　第２次大戦のイタリア軍艦」（海人社）